# Khotyn
Ne doit pas être confondu avec Khotine.
Khotyn (en ukrainien : Хотин) ou Khotine (en polonais : Chocim ; en roumain : Hotin, en russe : Хотин) est une ville du raïon du Dniestr dans l'oblast de Tchernivtsi, en Ukraine. Sa population s'élevait à 9 591 habitants en 2014.

## Géographie
Khotyn se trouve sur la rive droite du Dniestr, à 48 km au nord-est de Tchernivtsi et à 363 km au sud-ouest de Kiev.

## Histoire
La ville est renommée pour son histoire et son archéologie, et possède une forteresse bâtie sur la rive droite (sud) du Dniestr par les voïvodes de la principauté de Moldavie pour garder le gué menant en Pologne. Elle a été restaurée dans les années 1970 et surplombe de fleuve d'environ 80 m. Au cours des siècles, son nom a été orthographié Khotyn, Chocim, Chotyn, Hotin, Choczim ou Khotine. Elle fait partie des « Sept merveilles d'Ukraine ».
Une légende protochroniste raconte que son nom dériverait de Kotizon, un chef dace du IIIe siècle. Au Xe siècle, elle passe sous le contrôle des Iasses, un peuple iranophone proche des Ossètes actuels, qui a laissé son nom au comté de Jasz en Hongrie et à la ville de Iași en Moldavie. Au XIIIe siècle elle devient un centre de commerce important grâce à sa position sur la route commerciale de la Baltique à la mer Noire (route de l'ambre et de la soie). Elle appartient alors au voïvodat moldave d'Onut vassal de la principauté ukrainienne de Galicie-Volhynie. Ravagée par les Tatars en 1240, Khotyn est rebâtie à partir de 1361 par les voïvodes de Moldavie, avec l'assistance technique de maîtres allemands envoyés par les rois de Hongrie.
L'Empire ottoman entre en scène à partir de 1538 : la Moldavie devient sa vassale. Khotyn et son gué deviennent dès lors un enjeu stratégique et le commerce périclite. Combattus par leurs propres vassaux moldaves (dont les sympathies secrètes allaient plutôt à la Pologne), les Ottomans subissent deux défaites importantes au XVIe siècle contre les forces polonaises : en 1621 par l'hetman Jean Charles Chodkiewicz, et en 1673 par Jean Sobieski. Pour éviter que cela ne se reproduise, les Turcs s'emparent de Khotyn en 1713, la détachent de la Moldavie et en font une province militaire (raya) de leur empire. Ils élèvent une mosquée dans la citadelle.

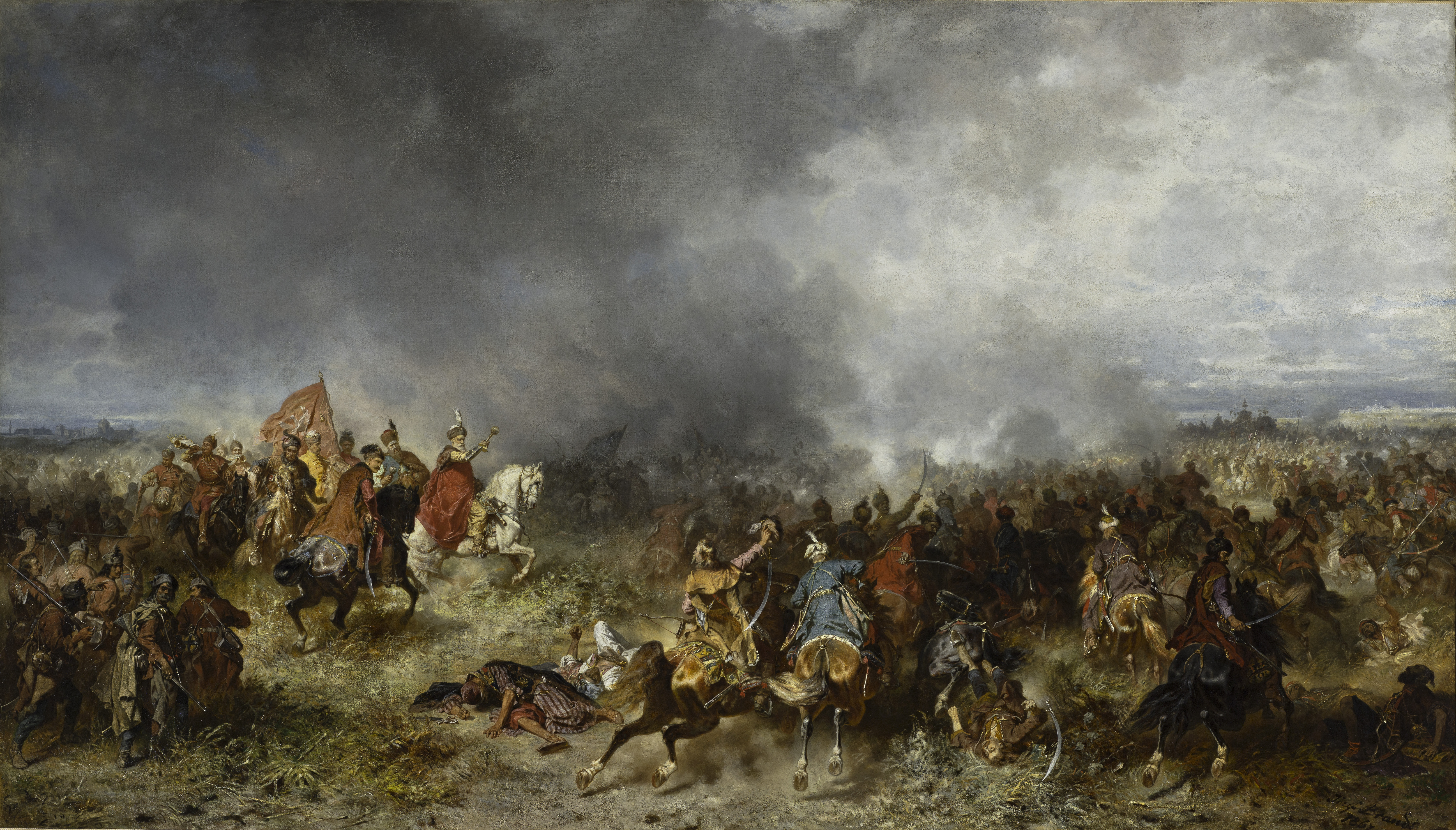
Jean Charles Chodkiewicz à la bataille de Khotyn, 1621.

En 1739, l'Empire russe envoya une armée commandée par Burckhardt de Munnich et assiégea la ville. Battus par les Turcs en 1768, les Russes réussirent à conquérir la ville un an plus tard. En 1775, Khotyn est occupée par une garnison de l'empire d'Autriche qui la restitue l'année suivante à la Moldavie.
En 1812 la moitié orientale de la Moldavie, appelée à cette occasion Bessarabie, est annexée par l'Empire russe au traité de Bucarest, à l'issue de la guerre russo-turque (1806 – 1812). Khotyn devient une ville de garnison russe, les Turcs et les Moldaves en sont chassés, mais pour servir la garnison il faut des artisans et des commerces, la moitié des habitants sont alors des juifs ashkénazes de Galicie. L'effondrement de l'Empire russe (guerre civile russe, 1918 – 1922) amena le Parlement de la Bessarabie (Sfatul Tarii) à voter le rattachement de la Première République moldave à la Roumanie en mars 1918. Mais les troupes bolchéviques russes, poursuivant les ukrainiens indépendantistes ou anarchistes pénétrèrent dans Khotyn début 1919 et, ralliant à elles les déserteurs affamés de l'armée russe errant en ville et quelques jeunes juifs communistes issus du « Yiddischland révolutionnaire » tinrent la citadelle durant deux semaines. La ville fut reprise par l'armée roumaine, et les bolchéviks pris, jugés et emprisonnés (ils furent défendus par Henri Barbusse).
La ville resta roumaine jusqu'en juin 1940, lorsqu'elle fut annexée avec toute la Bessarabie par l'Union soviétique, selon le protocole secret du pacte Hitler-Staline. Ceux des Moldaves qui ne s'étaient pas enfuis, furent alors déportés en Sibérie et vers le Kazakhstan. Khotyn fit alors partie de l'Ukraine soviétique, mais entre-temps la Roumanie était devenue un satellite de l'Allemagne et elle reprit la ville en juin 1941, avec la Wehrmacht : cette fois ce furent les juifs de la ville qui furent déportés (23 000 selon les estimations) en Transnistrie, de sorte qu'il ne resta dans la ville que des Ukrainiens et des Russes, environ 35 % de sa population d'avant-guerre. Une tombe réunissant à peu près 1 900 corps de victimes juives du holocauste se trouve dans la ville.
Khotyn redevint soviétique de mars 1944 à décembre 1991 et se repeupla progressivement d'Ukrainiens. Elle appartient aujourd'hui à l'Ukraine indépendante et est habitée presque exclusivement par des Ukrainiens.

## Population
Recensements (*) ou estimations de la population :
| 1897*  | 1939   | 1959*  | 1970*  | 1979*  |
| ------ | ------ | ------ | ------ | ------ |
| 18 398 | 14 500 | 10 319 | 11 603 | 11 932 |

| 1989*  | 2001*  | 2012  | 2013  | 2014  |
| ------ | ------ | ----- | ----- | ----- |
| 12 393 | 11 216 | 9 879 | 9 771 | 9 591 |

## Personnalité
- Bogdan Petriceicu Hasdeu (1836 – 1907), philologue, historien et écrivain roumain
- Jacques Dicker (1879 – 1942), homme politique suisse

## Lieux d'intérêts
Le parc national de Khotyn et sa forteresse de Khotin. 

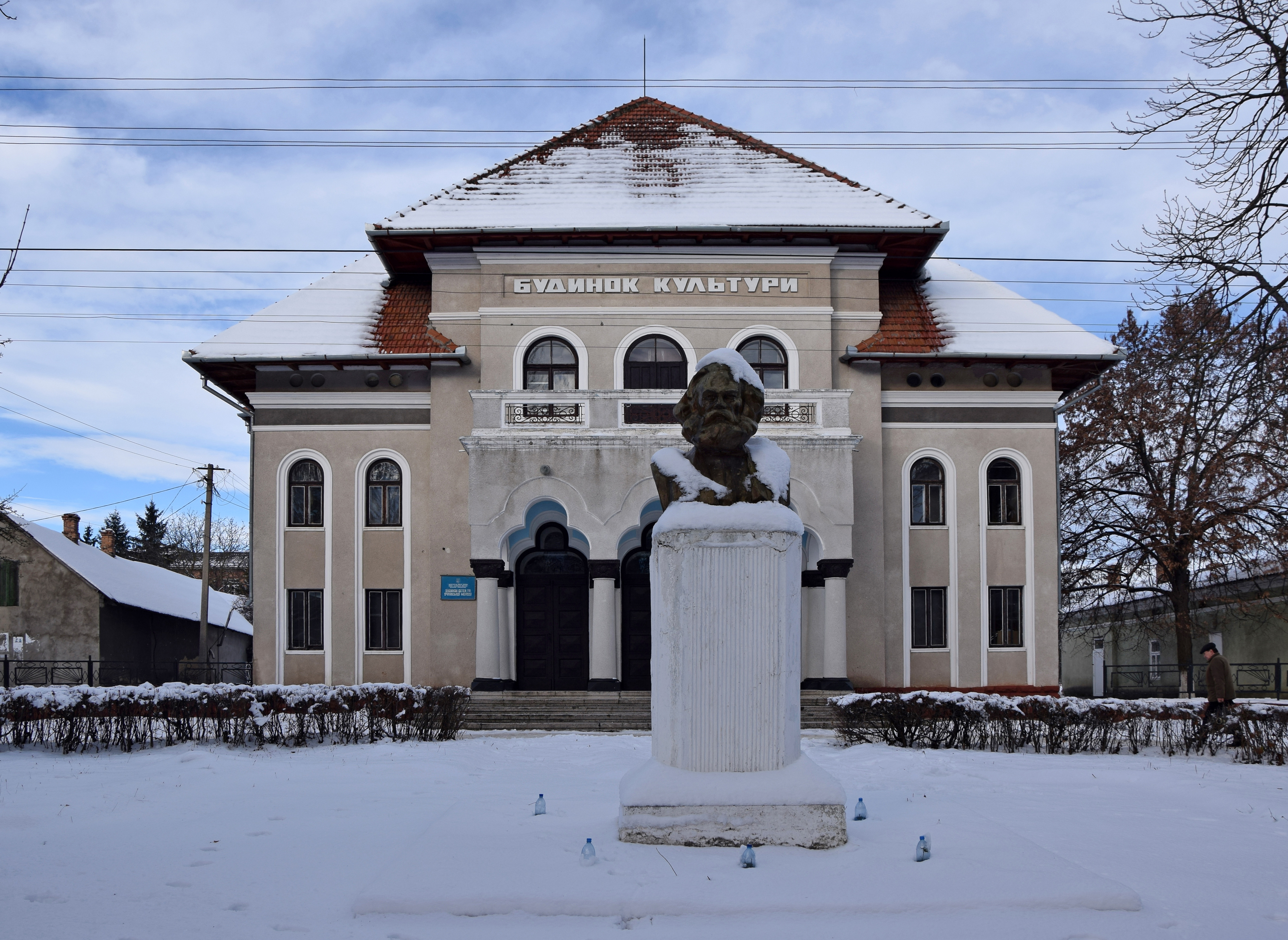
Théâtre, classé[8].
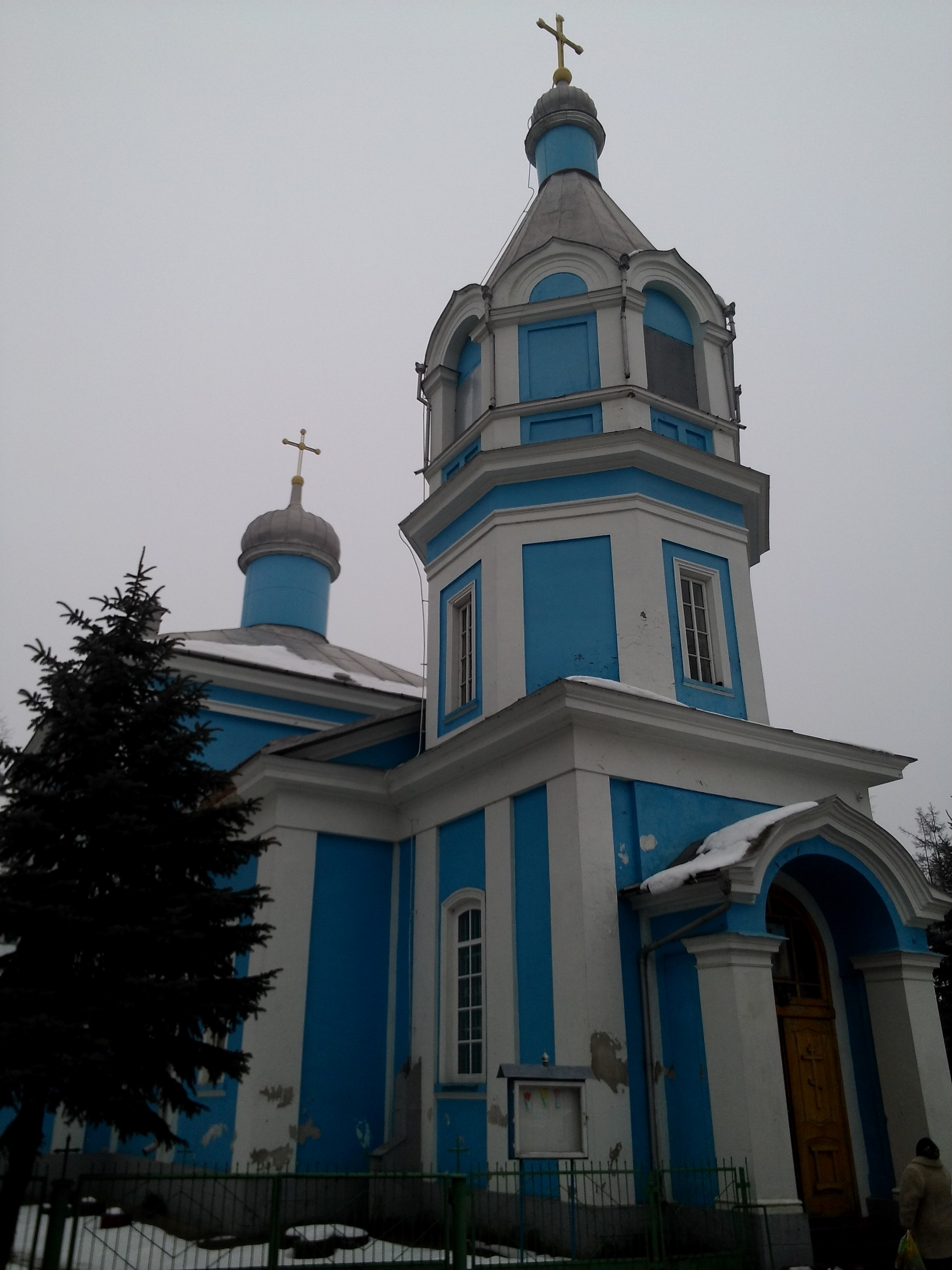
L'église de l'Intercession, classé[9].
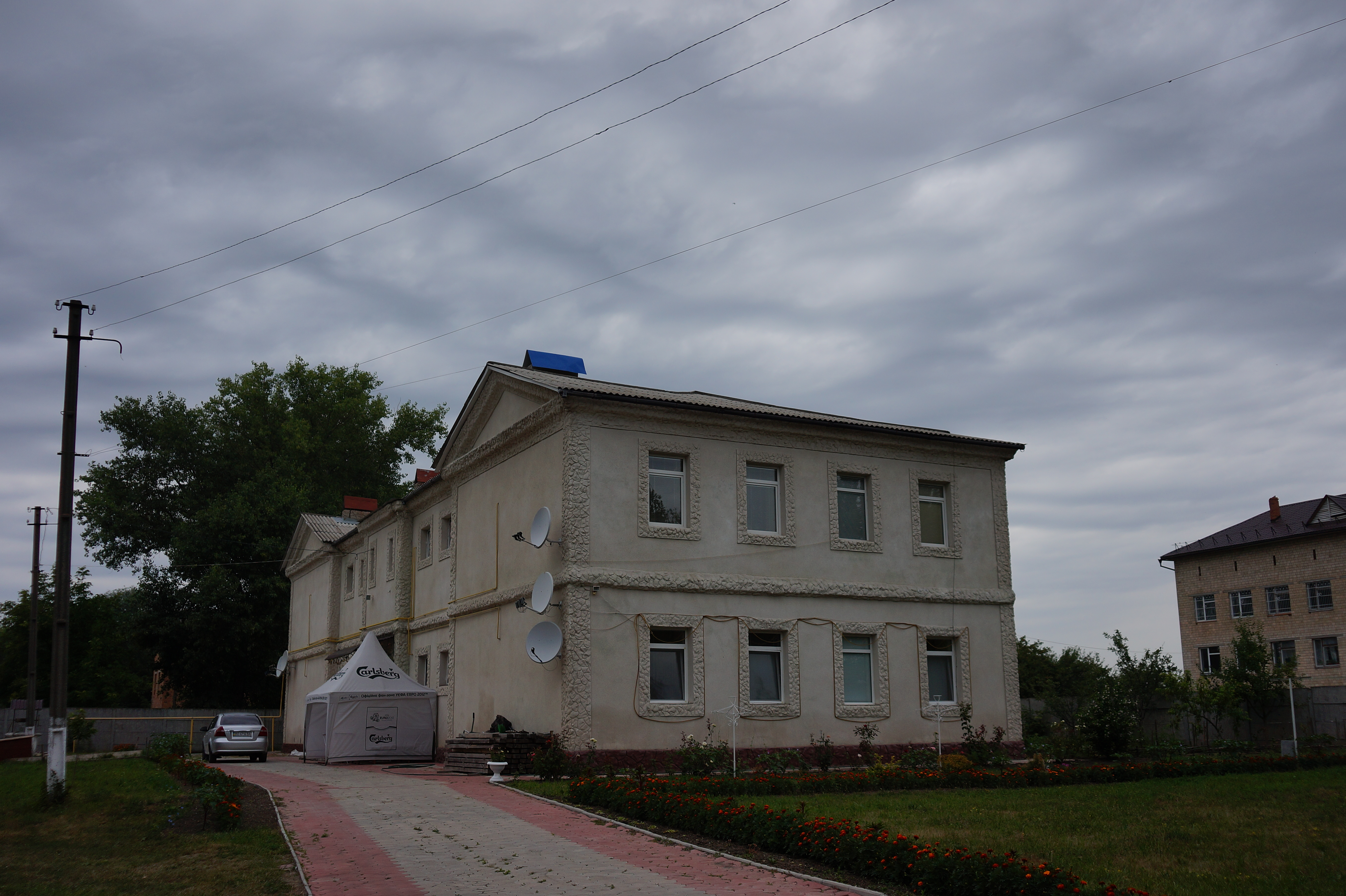
Le séminaire, classé[10].